# Kim Jung-min
Kim Jung-min (koreanisch 김정민, * 13. November 1999 in Incheon) ist ein südkoreanischer Fußballspieler.

## Karriere

### Verein
Kim begann seine Karriere bei einer Jugendfußballschule in Seoul, ehe er über Incheon United zu einer Middle School in Südkorea wechselte. Im Januar 2015 ging er zur U18 des Gwangju FC. Im Januar 2018 wechselte er nach Österreich zum FC Red Bull Salzburg, bei dem er einen bis Juni 2022 laufenden Vertrag erhielt, wo er aber zunächst für das Farmteam FC Liefering und in der A-Jugend in der UEFA Youth League zum Einsatz kommt.
Im März 2018 debütierte er für Liefering in der zweiten Liga, als er am 22. Spieltag der Saison 2017/18 gegen die SV Ried in der Startelf stand und in der 71. Minute durch Mohamed Camara ersetzt wurde. Nach 41 Einsätzen für Liefering in der 2. Liga wurde Kim im Januar 2020 für eineinhalb Jahre an den Bundesligisten FC Admira Wacker Mödling verliehen. Nachdem er in der Saison 2019/20 nur zu drei Einsätzen für die Admira in der Bundesliga gekommen war, wurde der Leihvertrag nach der Saison 2019/20 vorzeitig aufgelöst.
Daraufhin wechselte er zur Saison 2020/21 nach Portugal zu Vitória Guimarães, wo er einen bis Juni 2024 laufenden Vertrag erhielt. Nachdem er jedoch dort keine große Rolle gespielt hatte und zu keiner Einsatzzeit gekommen war, wechselte er zurück nach Südkorea zum Gangwon FC in die K League 1.

### Nationalmannschaft
Kim spielte bereits für diverse südkoreanische Jugendnationalmannschaften. Mit der U-17-Auswahl nahm er 2015 an der WM teil, bei der man im Achtelfinale an Belgien scheiterte.
Ab 2016 spielte Kim für die U-20-Auswahl. Im Juni 2018 kam er zu seinem ersten Einsatz für die U-23-Mannschaft. Im selben Jahr nahm er auch mit der U-23-Mannschaft von Südkorea an den Asienspielen teil. Mit Südkorea gewann er das Turnier. Kim kam in sechs der sieben Spiele der Koreaner zum Einsatz.
Im November 2018 debütierte er für die A-Nationalmannschaft, als er in einem Testspiel gegen Australien in der Nachspielzeit für In-Beom Hwang eingewechselt wurde. 2019 nahm er mit der U-20-Auswahl Südkoreas an der WM teil.